# مراد تپه (ابهر)
مراد تپه مربوط به سدهٔ ۶ و ۷ ه.ق است و در شهرستان ابهر، روستای یوسف آباد واقع شده و این اثر در تاریخ ۱۷ آذر ۱۳۵۴ با شمارهٔ ثبت ۱۱۳۲ به‌عنوان یکی از آثار ملی ایران به ثبت رسیده است.